# Pero atrocolorata
Pero atrocolorata là một loài bướm đêm trong họ Geometridae.